# 사타케 요시미치
사타케 요시미치(일본어: 佐竹義道, 1701년 ~ 1765년 1월 27일)는 일본 에도 시대의 다이묘로, 아키타 신덴 번의 2대 번주이다. 어릴적 이름은 도미치요(富千代)이며, 통칭은 겐로쿠로(源六郎), 모토메(求馬)이다.
겐로쿠 14년(1701년)생이라고도 하고, 겐로쿠 16년(1703년) 음력 7월 15일생이라고도 한다. 구보타 번사 사타케 요시모토의 아들로 태어났다. 교호 2년(1717년) 11월 18일, 아키타 신덴 번주 사타케 요시나가의 딸과 혼인하여 사위 겸 양자가 되었다. 요시나가의 친아들 사타케 요시미네가 본가 구보타 번의 번주가 되어서 후계자 자리가 비었기 때문이었다. 같은해 11월 28일, 쇼군 도쿠가와 요시무네를 알현하였고, 이듬해 양아버지 요시나가가 은거하자 번주직을 계승하였다. 그해 12월 18일 종5위하 이키노카미에 서임되었고, 교호 17년(1732년)에 슨푸 가반에 임명되었다. 본가 구보타 번의 6대 번주 사타케 요시마사를 독살하였다는 의심을 받고 있으며, 차기 번주로 자신의 맏아들 요시하루를 옹립하여, 자신은 그 보좌역으로 실권을 쥐었다는 설이 있다. 호레키 13년(1763년), 셋째 아들 요시타다에게 가문을 계승하게 하고 은거한 뒤, 이듬해 64세의 나이로 사망하였다.
| 전임 사타케 요시나가 | 제2대 아키타 신덴 번 번주 1718년 ~ 1763년 | 후임 사타케 요시타다 |